# سرمازیست‌شناسی
سرمازیست‌شناسی (cryobiology) دانش پژوهش بر جانداران در دماهای بسیار پایین است.
شاخه‌های این دانش عبارت‌اند از:
- سرماداری (cryopreservation)
- سرمازیستی (cryonics)

## انجماد در طبیعت
بسیاری از ارگانیزم‌ها توانایی طولانی مدت در دمای زیر صفر آب را دارند. اکثر موجودات زنده مانند پروتئین‌های ضد هسته، پلی‌ال‌ها و گلوکز برای محافظت از خود در برابر آسیب‌های ناشی از انجماد توسط کریستال‌های یخی، محافظ‌های سرما را جمع‌آوری می‌کنند. همچنین بیشتر گیاهان می‌توانند به‌طور ایمن از دمای ۴- تا ۱۲- از خود محافطت کنند.